# Gabriel Álvarez de Toledo
Gabriel Álvarez de Toledo y Pellicer de Tovar (Sevilla, 15 de marzo de 1662-Madrid, 17 de enero de 1714) fue un poeta, historiador y teólogo español.

## Biografía
De ascendencia portuguesa, fue un verdadero humanista, interesado en filosofía y filología. Conocía las lenguas clásicas, según parece también las semíticas y varias lenguas modernas, como el francés, el italiano y el alemán. Fue bibliotecario mayor del rey y oficial de la Secretaría de Estado. Perteneció a la Orden de Santiago y fue uno de los fundadores de la Real Academia Española. En su vida se distinguen dos periodos, uno profano -dedicado a las letras amenas- y otro religioso -absorbido por temas ascéticos, como en su sentencioso soneto La muerte es la vida-. 
Sus obras poéticas aparecieron tras su muerte en Madrid en 1744, gracias a la preocupación de don Diego de Torres Villarroel, con el título Obras pósthumas poéticas, con la Burromaquia. Es este último un extenso poema de épica burlesca en romance heroico. También destacan las endechas A mi pensamiento, de tema místico, y los romances que forman la parte religiosa de su producción. En su poesía predomina completamente el culteranismo, dentro del cual utiliza complejas metáforas, y también el conceptismo.
Su Historia de la Iglesia y del mundo, desde su creación al diluvio (1713) hacía una interpretación del Génesis desde la teoría atomista, lo que suscitó la respuesta polémica de fray Francisco Polanco que bautizó como novatores a los partidarios de la modernización científica de España.
| Predecesor: Nueva creación | Bibliotecario Mayor de la Real Biblioteca 1712 - 1714 | Sucesor: Juan Ferreras |